# مجمع بوتزينغر
في الثدييات، مجمع بوتزينغر هو مجموعة من الخلايا العصبية الموجودة في النخاع البطني الجانبي، والعمود التنفسي البطني.في النخاع، تقع هذه المجموعة ذيليا في نواة الوجه والبطنية إلى النواة الغامضة.

## الوظيفة
يلعب مجمع بوتزينغر دورا مهما في التحكم في التنفس والاستجابة لنقص الأكسجين. يتكون مجمع بوتزينغر بشكل أساسي من الخلايا العصبية الجلايسينية التي تمنع النشاط التنفسي. من مراحل الدورة التنفسية، يولد مجمع بوتزينغر نشاط ما بعد الشهيق وزيادة نشاط الزفير.

## الاسم
تم تسمية مجمع بوتزينغر من قبل أستاذ جامعة كاليفورنيا في لوس أنجلوس جاك فيلدمان في عام 1978، بعد زجاجة من النبيذ الأبيض المسمى بوتزينغر موجودة على طاولته خلال اجتماع علمي في هيرشهورن،ألمانيا،في ذلك العام.

## اتصالات
يحتوي مجمع بوتزينغرعلى توقعات ل
- الخلايا العصبية قبل الحركية الحجابي في النخاع.[12]
- الخلايا العصبية الحركية الحجابية في الحبل الشوكي العنقي.[13][14]
- المجموعة التنفسية الظهرية.[13][15]
- مجموعة الجهاز التنفسي البطني.[12][13][16]
- مجمع ما قبل بوتزينغر.[17]
- مجمع بوتزينغر.[2][13][18][19]
- نواة كوليكر فيوز شبه العضدية.[20]

فقط الخلايا العصبية الزفيرية المتزايدة من مجمع بوتزينغر، والتي هي جليسينرجيك حصرًا، تسقط على النواة الحجابية.
تشمل الإسقاطات على مجمع بوتزينغر نواة المسالك السوليتاري والمجموعة التنفسية الظهرية  ومجموعة الجهاز التنفسي البطني.

## الفيزيولوجيا
هذه الخلايا العصبية هي أجهزة تنظيم ضربات القلب الجوهرية. تظهر الخلايا العصبية بعد الشهيق دفعة أولية من النشاط يتبعها انخفاض في النشاط في نهاية الإلهام. تبدأ الخلايا العصبية بعد زيادة الزفير في التخزيف خلال المرحلة E2 وتنتهي قبل انفجار العصب الحجابي.